# Avully
Avully is een gemeente en plaats in het Zwitserse kanton Genève.
Avully telt 1792 inwoners.

## Bevolkingsontwikkeling
Aire-la-Ville · Anières · Avully · Avusy · Bardonnex · Bellevue · Bernex · Carouge · Cartigny · Céligny · Chancy · Chêne-Bougeries · Chêne-Bourg · Choulex · Collex-Bossy · Collonge-Bellerive · Cologny · Confignon · Corsier · Dardagny · Genève · Genthod · Gy · Hermance · Jussy · Laconnex · Lancy · Le Grand-Saconnex · Meinier · Meyrin · Onex · Perly-Certoux · Plan-les-Ouates · Pregny-Chambésy · Presinge · Puplinge · Russin · Satigny · Soral · Thônex · Troinex · Vandœuvres · Vernier · Versoix · Veyrier
- Historisch woordenboek van Zwitserland: 002885
- Virtual International Authority File: 4100152563108515560005
- WorldCat: E39PBJtRJMKQJQYQ48dy7ctdwC